# Минко Босев
Минко Стефанов Босев е български оперетен певец, тенор, заслужил артист на НРБ.

## Биография
Минко Босев е роден на 27 юли 1927 г. в Троян. Учителят му по музика Даньо Василев го запалва по пеенето и по-специално по оперетното изкуство по времето (от 1930-те до средата на 1940-те години) на първия „златен“ период на троянската оперета, когато на местната сцена се подготвят и изнасят редица постановки и оперетни гастроли.
През сезона 1951/52 г. е оперетният му дебют в балета „Сватба в Малиновка“, представление, което троянци успешно изнасят и в други градове на страната. На следващата година, 1953 г., Минко Босев вече играе главна роля – на Бранко във „Волният вятър“ на Исак Дунаевски, в партньорство с примата на троянската оперета Весела Попова. На представление в Плевен, където троянският състав участва в републикански преглед, Босев е харесан от големия диригент Саша Попов, и той го кани на голямата софийска сцена – Държавния музикален театър.
Между 1953 и 1970 г. взима частни уроци по пеене при Елизабет Рутгерс, Констанца Кирова и Лиляна Жабленска и актьорско майсторство при Хрисан Цанков и Христо Попов.
Следват множество запомнящи се и обичани от публиката роли, както и партньорство с другите големи звезди на това изкуство в България – Мими Балканска, Лиляна Кисьова, Видин Даскалов. През 1962 г. звездното трио Мими Балканска, Лиляна Кисьова и Минко Босев е в Троян с „Прилепът“ на Йохан Щраус (син).
През сезона 1979/80 г. Босев се изявява на троянска сцена и като режисьор, като поставя мюзикъла „Светът е малък“ по Иван Радоев, а диригент е друг голям троянски музикант – Людмил Кунов.
Минко Босев почива на 3 февруари 1990 г.

## Филмография
- Покрив (1978)
- Трийсет и един чифт волове (1976)
- Сватбите на Йоан Асен (1975), 2 серии

## По-значими роли
- Боздугански от „Службогонци“ (Парашкев Хаджиев)
- Дон Кихот/Сервантес от „Човекът от Ла Манча“ (Мич Лий)
- Едвин от „Царицата на чардаша“ (Имре Калман)
- Сирано от „Сирано дьо Бержерак“ (Парашкев Хаджиев)
- Яшка от „Сватба в Малиновка“ (Борис Александров)[1]